# Оглат
Оглат — река в России, протекает в Томской области. Устье реки находится в 62 км от устья по левому берегу реки Салат. Длина реки составляет 126 км. Площадь водосборного бассейна — 1010 км².

## Притоки
- ? км: Развилок
- ? км: Чорыль-Кыкке
- 59 км: Коль-Кыкке
- 65 км: Яком-Сань-Кыкке
- 87 км: Пырталат-Кыкке
- 93 км: Мындала-Кыкке

## Данные водного реестра
По данным государственного водного реестра России относится к Верхнеобскому бассейновому округу, водохозяйственный участок реки — Васюган, речной подбассейн реки — Васюган. Речной бассейн реки — (Верхняя) Обь до впадения Иртыша.